# Полибинское сельское поселение
 Полибинское сельское поселение — упразднённое муниципальное образование в составе Дорогобужского района Смоленской области России.
Административный центр — деревня Полибино.
Образовано Законом Смоленской области от 20 декабря 2004 года. Упразднено Законом Смоленской области от 25 мая 2017 года с включением всех входивших в его состав населённых пунктов в Михайловское сельское поселение.

## Географические данные
- Расположение: северо-восточная часть Дорогобужского района
- Общая площадь: 98,7 км²
- Граничило:
  - на севере — с Сафоновским районом
  - на востоке — с Васинским сельским поселением
  - на юго-востоке — с Алексинским сельским поселением
  - на юге — с Княщинским сельским поселением
  - на юго-западе — с Дорогобужским городским поселением
  - на западе — с Михайловским сельским поселением и Верхнеднепровским городским поселением
- По территории поселения проходит автомобильная дорога Р134 «Старая Смоленская дорога» Смоленск — Дорогобуж — Вязьма — Зубцов.
- Крупные реки: Днепр, Осьма, Рясна.

## Население
| 2011 | 2012 | 2013 | 2014 | 2015 | 2016 | 2017 |
| ---- | ---- | ---- | ---- | ---- | ---- | ---- |
| 215  | →215 | ↘214 | ↘206 | ↘201 | ↘200 | ↘184 |

## Населённые пункты
На территории поселения находилось 11 населённых пунктов:
- Полибино, деревня
- Болдино, деревня
- Карачарово, деревня
- Мартынково, деревня
- Мендерево, деревня (упразднена в 2010 году[10])
- Милоселье, деревня
- Молодилово, деревня
- Никулино, деревня
- Новый Двор, деревня
- Полижакино, деревня
- Ставково, деревня